# 10 Gigabit Ethernet

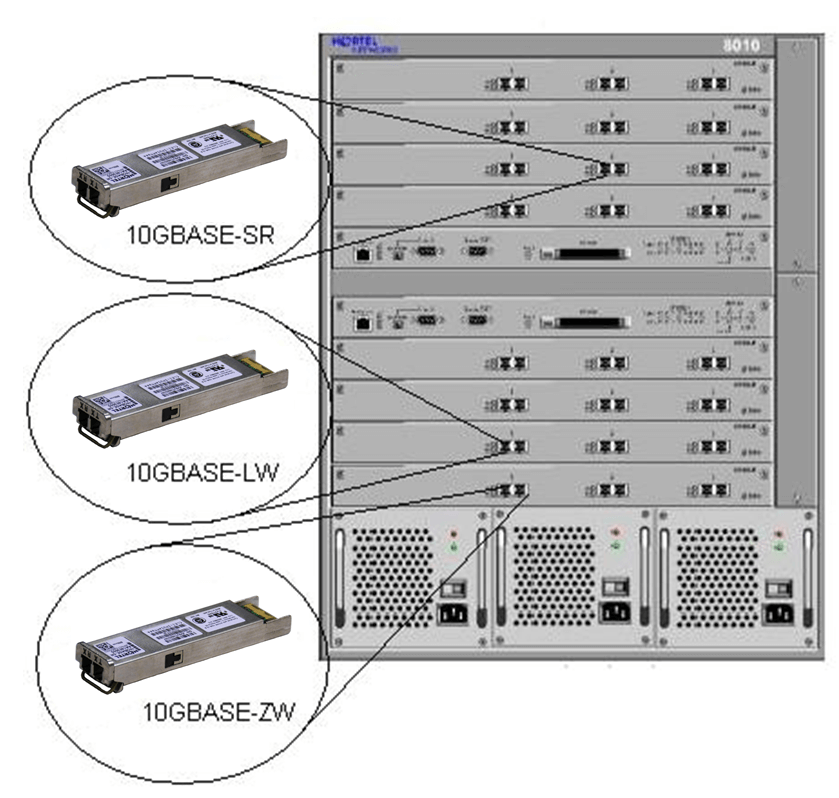
10 гігабітних Ethernet-портів і три фізичні типів модулів

10 Gigabit Ethernet або 10GbE є найновішим (на 2006 рік) та найшвидшим з існуючих стандартів Ethernet. Він визначає версію Ethernet з номінальною швидкістю передачі даних 10 Гбіт/с, що є в 10 разів швидше за Gigabit Ethernet. Стандарт для оптоволокна специфікований в IEEE 802.3-2005, а для скрученої пари в IEEE 802.3an-2006.